# انتیگلا
انتیگلا (به اسپانیایی: Ontígola) یک شهرستان در اسپانیا است که در Ocaña واقع شده‌است.

## خصوصیات
انتیگلا ۴۲ کیلومترمربع مساحت و ۴٬۰۴۲ نفر جمعیت دارد و ۶۰۲ متر بالاتر از سطح دریا واقع شده‌است.